# Уатонга (Оклахома)
Уатонга (англ. Watonga) — город и административный центр округа Блейн в американском штате Оклахома. По данным переписи населения США 2020 года, численность населения составляла 2690 человек.

## Население
| 2010 | 2020  |
| ---- | ----- |
| 5111 | ↘2690 |